# 海湖發電廠
海湖發電廠為一座位於臺灣桃園市蘆竹區的火力發電廠，由長生電力公司所擁有，並將所生產之電力售予台灣電力公司，為一間臺灣民營發電廠。

## 沿革

### 計畫
在海湖發電廠投入商轉發電前，當時桃園縣的電力需求為2,460MW，然而當時境內僅有台電承攬營運的石門與義興兩座水力發電廠，兩座發電廠合計的總裝置容量也僅有130MW，僅能供應桃園縣百分之7的電力需求，其餘缺少的百分之93則需要依靠其餘縣市的發電廠透過輸電線路來供應。
因此臺灣長億關係企業及日本丸紅決定合資設立長生電力股份有限公司並於桃園縣選址開發的一座火力發電廠，而這座火力發電廠開發案也是行政院經濟部於1995年電業自由化實施後首批核准興建的民營發電廠之一。

### 興建
海湖發電廠於1997年7月23日正式動工興建，由中鼎工程顧問承攬發電廠施工，益鼎工程進行發電廠細部設計。在動工典禮中，獲邀出席的中華民國副總統連戰致詞時表示，長生電力所興建的發電廠將是政府開放民間投資經營發電廠推以及動電業自由化的一項重大措施。
海湖發電廠是臺灣第一座以天然氣為燃料的民營發電廠，發電廠總占地面積約10公頃，預計將裝設兩部天然氣發電機組，每部發電機組裝置容量為450MW，兩部機組總裝置容量為900MW。
1999年1月，仍在施工中的海湖發電廠因發電機組冷卻循環系統進度嚴重落後，臨時改變施工方法，透過在外海設置兩條臨時防坡堤來加速工程。然而在此之前施工時所埋設的天然氣管線受到附近居民強烈反對，經濟部能源委員會為此也要求長生電力要與附近居民召開協調會，加上設置防波堤也未依照申請的工法施工，因此最終受到行政院環境保護署勒令停工。對此，長生電廠協理江文國表示，由於發電廠工程進度嚴重落後，不得已才採取臨時外海築堤的措施，而當時長生電力公司認為這項工程是屬於施工範圍之內，因此未在施工前向環保署提出環評差異分析報告。長億集團總裁楊天生也表示，兩道臨時防波堤將在管線舖設完成後拆除，但希望舖設管線受阻時能有行政機關介入協調。

### 營運
1999年6月26日，海湖發電廠舉行發電機組點火儀式，邀請中華民國總統李登輝出席並親自啟動機組點火；海湖發電廠自此開始投入營運發電，也成為臺灣北部地區第一家正式發電的民營發電廠，對穩定臺灣電力供應及擴大國內需求有很大助益。
2013年3月，中華民國公平交易委員會以違反《公平交易法》聯合行為之規定，對包含海湖發電廠在內的麥寮、和平、新桃、國光、嘉惠、森霸、星能及星元等9家民營電力公司裁處新臺幣60億元罰鍰。公平會認定，上述9家民營電力公司組成台灣民營發電業協進會，並協商互相約束自身的商業活動，加上9家發電業者在發電市場之市占率達到近19％，足以影響市場供需功能，因此主張需開罰。
然而9家電力公司上訴後，於2014年10月29日，臺北高等行政法院提出兩點：中第一，長生等9家電力公司與台電簽訂有購售電費合約（PPA），而在契約有效期間內，9家民營電力公司所產出電能的價格與數量，是經由兩方所簽訂的契約來決定，不是由市場中的供給與需求決定；加上，9家電力公司間既不存在一個發電市場，彼此之間當無合意相互約束事業活動，限制彼此競爭的情形。第二，9家電力公司依約須出售自身所生產之電力給台電，並接受台電的統籌調度；台電才是電力供需的決定者，無從計算9家電力公司的市占率。因此最終判決公平會敗訴。

## 設施

### 發電機組
| 汽渦輪發電機類型                                                                  | 熱回收爐類型 | 汽輪發電機類型 | 機組數量（汽渦輪+汽輪） | 發電燃料 | 裝置容量（MW） | 商轉日期      | 狀態   |
| --------------------------------------------------------------------------------- | ------------ | -------------- | ----------------------- | -------- | -------------- | ------------- | ------ |
| 1-1 法國阿爾斯通公司製GT24A汽渦輪發電機 · 1-2 法國阿爾斯通公司製GT24A汽渦輪發電機 |              | ST-1           | 2+1                     | 天然氣   | 450MW          | 1999年6月26日 | 商轉中 |
| 2-1 法國阿爾斯通公司製GT24A汽渦輪發電機 · 2-2 法國阿爾斯通公司製GT24A汽渦輪發電機 |              | ST-2           | 2+1                     | 天然氣   | 450MW          | 1999年6月26日 | 商轉中 |

## 資料來源
1. 1 2  . 中鼎工程顧問公司.   [2016-04-24]. （原始内容存档于2016-07-21） （中文（臺灣））.
2. 1 2 3  陳秀蘭. . 環保生態新聞回顧. 1999-06-26  [2016-04-24]. （原始内容存档于2020-08-05） （中文（臺灣））.
3. ↑  . 中華黃頁網路電話簿.   [2016-04-24]. （原始内容存档于2020-08-05） （中文（臺灣））.
4. ↑  . 國史館.   [2016-04-24]. （原始内容存档于2017-01-14） （中文（臺灣））.
5. 1 2  . 桃園市水環境保育平台.   [2016-04-24]. （原始内容存档于2017-01-14） （中文（臺灣））.
6. 1 2 3 4  曾麗芳、沈榮昌. . 環保生態新聞回顧. 1999-01-19  [2016-04-24]. （原始内容存档于2017-01-14） （中文（臺灣））.
7. ↑  . 中華民國總統府. 1999-06-26  [2016-04-24] （中文（臺灣））.
8. 1 2 3 4  張國仁. . 中時電子報. 2014-10-30  [2016-04-24]. （原始内容存档于2020-08-05） （中文（臺灣））.
9. 1 2  . 台灣丸紅股份有限公司.   [2023-01-05]. （原始内容存档于2017-12-01） （中文（臺灣））.
10. 1 2   (PDF). 台灣電力公司.   [2016-04-24]. （原始内容 (PDF)存档于2017-01-14） （中文（臺灣））.